# Петровский сельский совет (Хорольский район)
Петровский сельский совет (укр. Петрівська сільська рада) — входит в состав
Хорольского района
Полтавской области
Украины.
Административный центр сельского совета находится в 
с. Вишнёвое.

## Населённые пункты совета
- с. Вишнёвое
- с. Гирино
- с. Еньки
- с. Лозы
- с. Садовое